# Ладзатти, Эрнесто
Эрнесто Ладзатти (исп. Ernesto Lazzatti; 25 сентября 1915, Баия-Бланка — 30 декабря 1988, Буэнос-Айрес) — аргентинский футболист, полузащитник.

## Карьера
Эрнесто Ладзатти родился в городе Баия-Бланка, но в раннем возрасте переехал в Инхеньеро Уайт, где на улице Лаутаро прошло его детство. Помимо него в семье были Эктор, Исайас, Тереса и Алисия. Там он начал играть в футбол, с девяти лет выступая за клуб «Пуэро Комерсиаль». С 1930 года он играл за основу команды. В возрасте 18 лет Ладзатти попал в клуб «Бока Хуниорс». Дядя Эрнесто, Мануэль Гонсалес, являвшийся менеджером «Комесиаля», написал письмо, в котором сообщил, что в клубе «Пуэро Комерсиаль» есть талантливый игрок, который смог бы заменить в «Боке» ушедшего лидера Мануэля Флейтаса Солича. Руководители «Боки» прочли письмо и решили дать денег, чтобы Ладзатти смог купить билет на поезд и пройти просмотр в команде. С которой он заключил контракт с заработной платой в 300 песо.
Я понимаю, что мой случай — это удача. В клуб каждый день приходили тысячи писем, подобных тому, что отправил мой дядя.
6 февраля 1934 года он дебютировал в товарищеской игре со сборной команд Баия-Бланки (0:1). 8 апреля он сыграл первый официальный матч за «Боку», в котором клуб победил «Чакариту Хуниорс» со счётом 3:2. В первый же год Ладзатти помог клубу выиграть чемпионат страны, играя в центре поля вместе с Энрике Верньересом и Педро Суаресом. Годом позже клуб выиграл второй титул подряд. 9 августа 1936 года Ладзатти дебютировал в составе сборной Аргентины в матче Кубка Хуана Миньябуру, в котором его команда победила Уругвай. В 1937 году Эрнесто поехал на чемпионат Южной Америки, где сыграл три последних матча, включая финальную встречу с Бразилией, победа в которой принесла аргентинцам победу на турнире.
Спустя пять лет Ладзатти выиграл ещё один титул чемпиона страны, а также победила в розыгрыше Кубка Карлоса Ибаргурена. Затем два года подряд клуб занимал четвёртое и пятое места, после чего ещё дважды побеждали в чемпионате. При этом сам Эрнесто являлся лидером команды, выступая в качестве диспетчера «Боки» и основного организатора атак. В 1947 году Ладзатти принял решение покинуть клуб, за который он провёл 503 матча и забил 7 голов. Сам игрок заявил, что не будет играть в Аргентине, сказав: «Я не могу смотреть в лицо „Боке“». У Ладзатти были предложения от клубов Чили и Бразилии, но он отвечал отказом, мотивируя тем, что решил завершить игровую карьеру. Но в следующем году на него вышел его друг и бывший партнёр по команде уругваец Северино Варела, пригласивший его в «Данубио». Сумма перехода составила 10 тысяч песо. 25 апреля 1948 года Ладзарии дебютировал в основе команды в матче с «Пеньяролем» (2:1). Там Ладзатти играл до 1950 года, проведя 50 матчей.
В 1950 году Ладзатти стал главным тренером «Боки Хуниорс», заплатившей «Данубио» 50 тысяч песо. Одной из его первых проблем стал новый игрок клуба Хуан Карлос Кольман, который отказывался посещать тренировки, оставаясь дома в Росарио и приезжая только в дни перед матчами. При этом сам игрок имел договор с руководством «Боки», что он имеет право на такое поведение. Сам Эрнесто называл подобный договор одним из примеров неудачного руководства клубом, из-за которого клуб несколько лет не мог выиграть чемпионат страны. В результате Кольман так и жил в Росарио до 1954 года, когда решил переехать в Буэнос-Айрес. С клубом Ладзатти занял второе место, однако очередной конфликт с руководством, когда его заставляли включать в состав определенного футболиста, привёл к уходу Эрнесто из команды.
После этого Ладзатти ушёл из футбола, открыв автосалон в районе Темперлей. В 1954 году руководство «Боки» во второй раз пригласило Эрнесто на пост главного тренера команды. И он привёл клуб к выигрышу чемпионата, первого за десять лет. Сразу после победы Ладзатти самостоятельно покинул пост главного тренера и никогда более никого не тренировал. При этом он остался в команде, работая футбольным администратором, фактически выполняя функции спортивного директора. Одновременно он вёл колонку в журнале El Gráfico, писал в La Prensa, работал на телеканале Canal 7 и продолжал свой автомобильный бизнес.

## Статистика

### Клубная
| Сезон | Клуб         | Лига    | Чемпионат | Чемпионат | Кубок | Кубок | Междун. | Междун. | Прочие | Прочие |
| Сезон | Клуб         | Лига    | Игры      | Голы      | Игры  | Голы  | Игры    | Голы    | Игры   | Голы   |
| ----- | ------------ | ------- | --------- | --------- | ----- | ----- | ------- | ------- | ------ | ------ |
| 1934  | Бока Хуниорс | Примера | 37        | 2         | —     | —     | —       | —       | —      | —      |
| 1935  | Бока Хуниорс | Примера | 32        | 1         | —     | —     | —       | —       | —      | —      |
| 1936  | Бока Хуниорс | Примера | 28        | 0         | —     | —     | —       | —       | —      | —      |
| 1937  | Бока Хуниорс | Примера | 22        | 1         | —     | —     | —       | —       | —      | —      |
| 1938  | Бока Хуниорс | Примера | 18        | 0         | —     | —     | —       | —       | —      | —      |
| 1939  | Бока Хуниорс | Примера | 23        | 0         | —     | —     | —       | —       | —      | —      |
| 1940  | Бока Хуниорс | Примера | 26        | 0         | 1     | 0     | 1       | 0       | —      | —      |
| 1941  | Бока Хуниорс | Примера | 30        | 1         | 1     | 0     | —       | —       | —      | —      |
| 1942  | Бока Хуниорс | Примера | 30        | 1         | 2     | 0     | —       | —       | —      | —      |
| 1943  | Бока Хуниорс | Примера | 30        | 0         | 1     | 0     | —       | —       | —      | —      |
| 1944  | Бока Хуниорс | Примера | 9         | 0         | 5     | 0     | —       | —       | —      | —      |
| 1945  | Бока Хуниорс | Примера | 28        | 1         | 8     | 0     | 2       | 0       | —      | —      |
| 1946  | Бока Хуниорс | Примера | 21        | 0         | 4     | 0     | 2       | 0       | —      | —      |
| 1947  | Бока Хуниорс | Примера | 17        | 0         | —     | —     | —       | —       | —      | —      |

1. ↑  В графу «Кубок» входят матчи Кубка Карлоса Ибаргурена, Кубка Адриана Эскобара, Кубка генерала Педро Пабло Рамиреса, Кубка Конкуренции Британии
2. ↑  В графу «Международные» входят матчи Кубка Альдао, Кубка Содружества Экскобара-Хероны
3. ↑  В графу «Прочие» входит специальный матч против «Ривер Плейт» 1937 года;

### Международная
| Матчи Эрнесто Ладзатти за сборную Аргентины | Матчи Эрнесто Ладзатти за сборную Аргентины | Матчи Эрнесто Ладзатти за сборную Аргентины | Матчи Эрнесто Ладзатти за сборную Аргентины | Матчи Эрнесто Ладзатти за сборную Аргентины | Матчи Эрнесто Ладзатти за сборную Аргентины | Матчи Эрнесто Ладзатти за сборную Аргентины |
| ------------------------------------------- | ------------------------------------------- | ------------------------------------------- | ------------------------------------------- | ------------------------------------------- | ------------------------------------------- | ------------------------------------------- |
| №                                           | Дата                                        | Место проведения                            | Оппонент                                    | Счёт                                        | Голы                                        | Турнир                                      |
| 1                                           | 9 августа 1936                              | Буэнос-Айрес                                | Уругвай                                     | 1:0                                         | —                                           | Кубок Хуана Миньябуру                       |
| 2                                           | 23 января 1937                              | Буэнос-Айрес                                | Уругвай                                     | 2:3                                         | —                                           | Чемпионат Южной Америки                     |
| 3                                           | 30 января 1937                              | Буэнос-Айрес                                | Бразилия                                    | 1:0                                         | —                                           | Чемпионат Южной Америки                     |
| 4                                           | 1 февраля 1937                              | Буэнос-Айрес                                | Бразилия                                    | 2:0                                         | —                                           | Чемпионат Южной Америки                     |

## Достижения

### Как игрок
- Чемпион Аргентины: 1934, 1935, 1940, 1943, 1944
- Чемпион Южной Америки: 1937
- Обладатель Кубка Карлоса Ибаргурена: 1940, 1944
- Обладатель Кубка Содружества Экскобара-Хероны: 1945, 1946
- Обладатель Кубка Конкуренции Британии: 1946

### Как тренер
- Чемпион Аргентины: 1954